# Айхштеттен (Баден-Вюртемберг)
Айхштеттен (нем. Aichstetten) — община в Германии, в земле Баден-Вюртемберг.
Подчиняется административному округу Тюбинген. Входит в состав района Равенсбург.  Население составляет 2745 человек (на 31 декабря 2010 года). Занимает площадь 33,75 км².

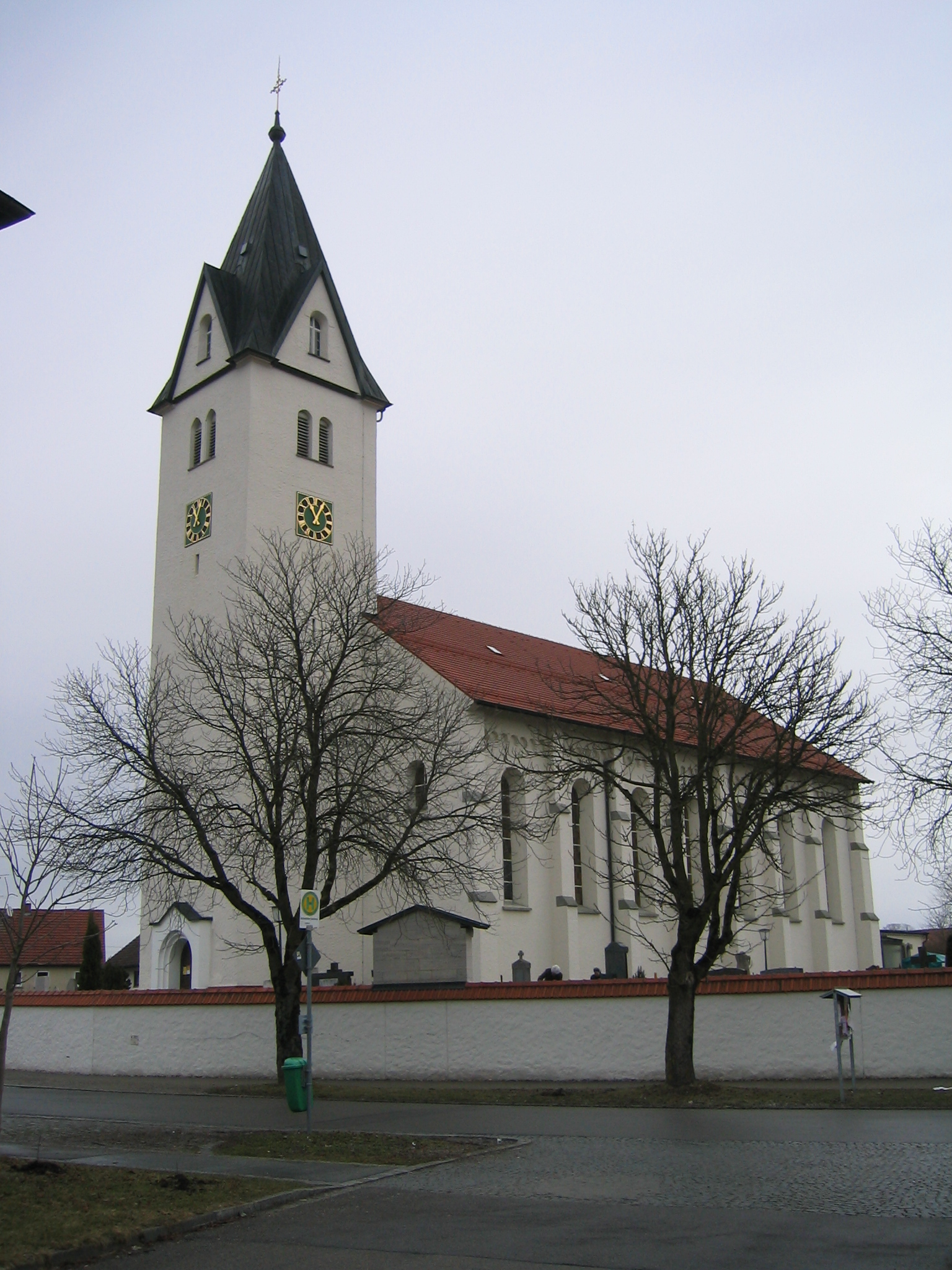
Церковь